# Брзи Кереш
Брзи Кереш, односно Брзи Криш (мађ. Sebes-Körös / Шебеш-Кереш, рум. Crişul Repede) је река у Румунији и Мађарској. Извире у Трансилванији (Румунија) у округу Бихор. Румунију напушта код Великог Варадина и тече кроз источну Мађарску све до ушћа у реку Кереш код града Ђома. Од укупне дужине реке 58,6 km припада мађарском делу тока. Заједно са рекама Бели Кереш и Црни Кереш чини три главне реке у региону Кришана.

## Градови
- Велики Варадин у Румунији
- Ђома у Мађарској